# Steenisia pleurocarpa
Steenisia pleurocarpa är en måreväxtart som först beskrevs av Airy Shaw, och fick sitt nu gällande namn av Reinier Cornelis Bakhuizen van den Brink. Steenisia pleurocarpa ingår i släktet Steenisia och familjen måreväxter. Inga underarter finns listade i Catalogue of Life.